# Norsk Oversetterforening
Norsk Oversetterforening (NO) är en norsk organisation för norska översättare av skönlitteratur. Föreningen bildades 1948 för att öka kvaliteten på norska översättningar och tillvarata de litterära översättarnas intressen. 2005 hade föreningen mer än 280 medlemmar, som tillsammans översätter från runt 48 språk.
Norsk Oversetterforening delar varje år ut Bastianpriset för den bästa skönlitterära översättningen.